# Sun-mi Hwang

Sun-mi Hwang (In het Koreaans 황선미, 1963), is een Koreaans schrijver. Meerdere van haar romans zijn vertaald in het Nederlands.

## Leven
Sun-mi Hwang werd geboren in 1963 in Zuid-Korea. Ze groeide op in Gaeksari, in de buurt van de Amerikaanse legerbasis van Pyeongtaek. Zuid-Korea was na de opdeling van het land na de Koreaanse oorlog een arm land. Vanwege deze armoede kon Sun-mi Hwang niet naar de hoogste klassen van de basisschool. Een leraar gaf haar de kans om toch boeken te lezen door haar de sleutel van het klaslokaal te geven. “Boeken waren voor mij een ontsnapping aan de vele tekortkomingen van het leven.” zei ze hierover. Sun-mi Hwang werd naast schrijver docent aan de letterenfaculteit in Seoul. Haar eerste boek werd in Korea uitgeven in 1995. Sindsdien heeft ze meer dan 30 boeken gepubliceerd. In Korea is ze erg gewaardeerd.

## Werk
Sun-mi Hwang begon met het schrijven van boeken voor jongeren. Later schreef ze ook voor volwassenen, maar ze bleef eenvoudige taal en structuur gebruiken. Ze schreef onder meer De hond die durfde te dromen en De kip die dacht dat ze kon vliegen, dat ook is verfilmd als anime. De hond die durfde te dromen is een korte roman uit 2012, die uit het Koreaans is vertaald door Mattho Mandersloot. De kip die dacht dat ze kon vliegen werd een klassieker in Korea en is vertaald in 27 talen waaronder in het Nederlands door Erica van Rijsewijk. Het boek Het huis met de kersenbloesem schreef Sun-mi Hwang in drie weken in Wenen. Het werd uit het Koreaans vertaald door Mattho Mandersloot. 

### Vertaalde werken
| Titel vertaling (Nederlands)        | Jaar (vertaling) | Uitgever (vertaling) | ISBN (vertaling)   | Vertaler            |
| ----------------------------------- | ---------------- | -------------------- | ------------------ | ------------------- |
| De kip die dacht dat ze kon vliegen | 2014             | Altamira             | ISBN 9789401301558 | Erica van Rijsewijk |
| De hond die durfde te dromen        | 2021             | Ambo/Anthos          | ISBN 9789026354205 | Mattho Mandersloot  |
| Het huis met de kersenbloesem       | 2020             | Ambo/Anthos          | ISBN 9789026350894 | Mattho Mandersloot  |